# Санта Марија ла Антигва дел Даријен
Санта Марија ла Антигва дел Даријен (шп. Santa María la Antigua del Darién), прва шпанска и европска колонија на америчком копну, основана 1510. године на обали данашње Колумбије.

## Историја
Насеље Санта Марија ла Антигва основао је 1510. године Васко Нуњез де Балбоа на обали залива Ураба, као прву сталну европску насеобину на јужноамеричком копну, у то време у шпанској провинцији Тијера Фирме. Балбоа је успоставио трговинске односе са локалним индијанским племенима, која су се бавила ловом на бисере, што је Шпанцима доносило знатне приходе. Након што су у колонији избили сукоби између различитих фракција и Балбоа успео да протера своје противнике, они су га на двору оптужили за неовлашћено присвајање власти у колонији. У одговор, шпанска влада је 1514. у Тијера Фирме послала велику флоту од 20 бродова и 1.500 досељеника под командом Педра Аријаса де Авиле, који је именован за новог гувернера читаве провинције. Након што је претераном суровошћу изазвао рат са локалним индијанским племенима и завадио се са Балбоом (кога је 1519. погубио након намештеног суђења), Педраријас је 1519. преместио престоницу провинције у новоосновани град Панама, док је Санта Марија ла Антигва 1524. по његовом наређењу сасвим напуштена.